# Mithrax aculeatus
Mithrax aculeatus es una especie de cangrejo decápodo de la familia Mithracidae. 
El nombre científico de la especie fue publicado válidamente por primera vez en 1790 por Herbst.
Su nombre común es cangrejo araña gigante; no debemos confundirlo con el cangrejo gigante japonés (Macrocheira kaempferi).